# Verzegnis
Verzegnis (friuli nyelven Verzegnas) település Olaszországban, Friuli-Venezia Giulia régióban, Udine megyében. Lakosainak száma 849 fő (2023. január 1.). Verzegnis Enemonzo, Preone, Villa Santina, Vito d’Asio, Cavazzo Carnico és Tolmezzo községekkel határos.

## Népesség
A település népességének változása:
| Lakosok száma | 863  | 863  | 849  |
|               | 2017 | 2018 | 2023 |